# Gare de Maule
La gare de Maule est une gare ferroviaire française de la ligne de Plaisir - Grignon à Épône - Mézières, située sur le territoire de la commune de Maule, dans le département des Yvelines, en région Île-de-France.
C'est une gare de la Société nationale des chemins de fer français (SNCF) desservie par les trains de la ligne N du Transilien (réseau Paris-Montparnasse).

## Situation ferroviaire
Établie à 40 m d'altitude, la gare de Maule est située au point kilométrique (PK) 44,441 de la ligne de Plaisir - Grignon à Épône - Mézières, entre les gares de Mareil-sur-Mauldre et de Nézel - Aulnay.

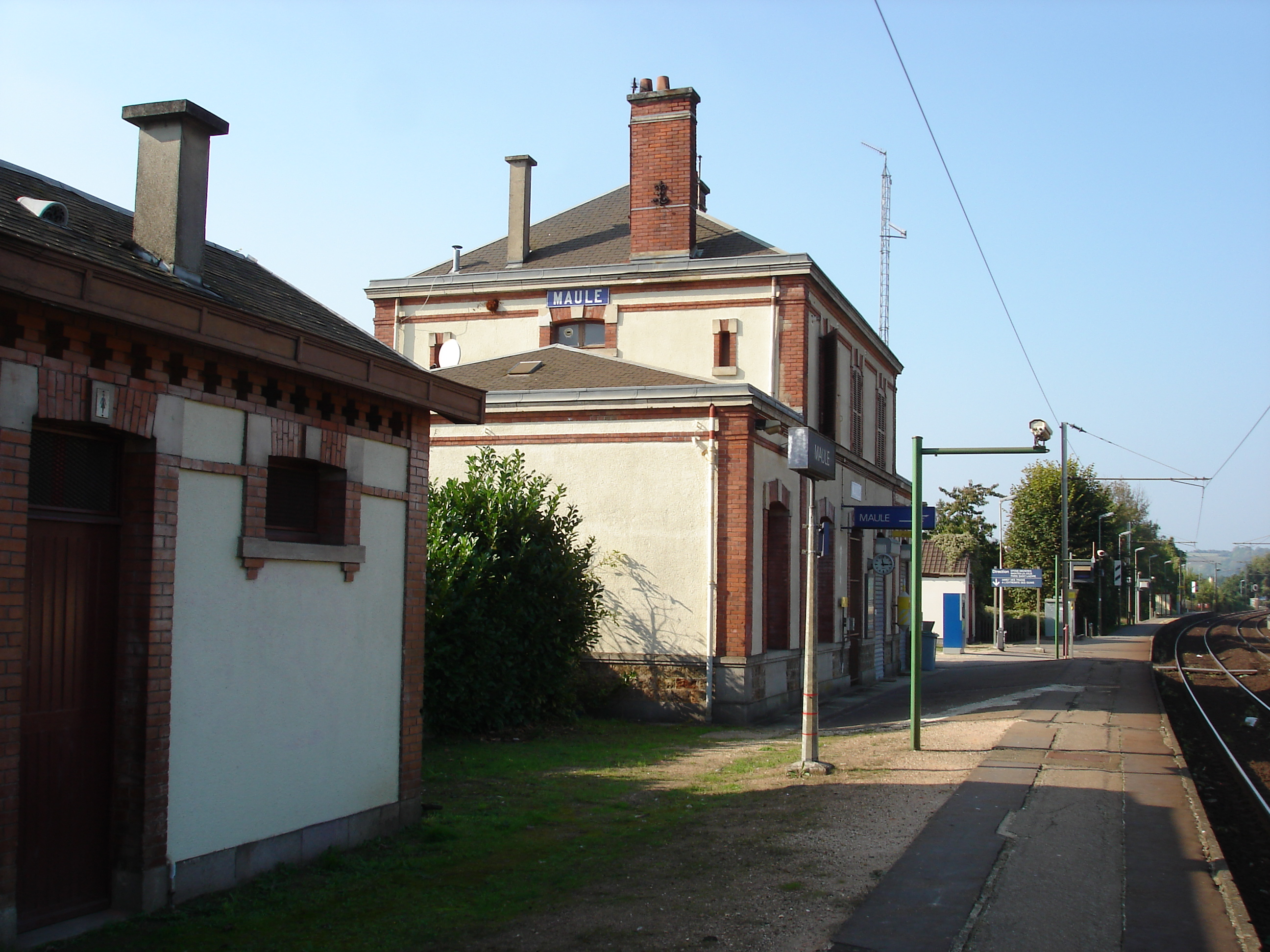
Quai pour Mantes-la-Jolie.

## Histoire
Elle est mise en service le 30 août 1900 avec l'ouverture de la ligne de Plaisir - Grignon à Épône - Mézières.
La zone de fret de la gare, sur le côté droit en direction de Mantes, est à l'abandon. Elle contient plusieurs voies de garage.
En 2011, 380 voyageurs ont pris le train dans cette gare chaque jour ouvré de la semaine. En 2023, pas moins de 309 498 usagers furent comptabilisés en gare, soit une moyenne de 847 voyageurs journaliers.

## Service des voyageurs

### Accueil
Gare SNCF, elle dispose d'un bâtiment voyageurs avec guichet, d'automate Transilien, du système d'information sur les circulations des trains en temps réel et de boucles magnétiques pour personnes malentendantes.
Elle est équipée de deux quais latéraux : le quai 1 dispose d'une longueur utile de 213 m pour la voie 1 et le quai 2 d'une longueur utile de 221 m pour la voie 2. Le changement de quai se fait par un passage souterrain depuis 2022 .

### Desserte
En 2022, la gare est desservie par des trains de la ligne N du Transilien (branche Paris-Montparnasse – Mantes-la-Jolie), à raison d'un train toutes les heures, sauf aux heures de pointe où la fréquence est d'un train toutes les 30 minutes.
Le temps de trajet est d'environ 14 minutes depuis Mantes-la-Jolie et de 60 minutes depuis Paris-Montparnasse.

### Intermodalité
La gare est desservie par les lignes 13, 14, 17S, 28, 38 et 511 et 512 du réseau de bus Centre et Sud Yvelines et par le service TàD Gally-Mauldre du transport à la demande d'Île-de-France. Un parking pour les véhicules et les vélos y est aménagé.

## Galerie de photos

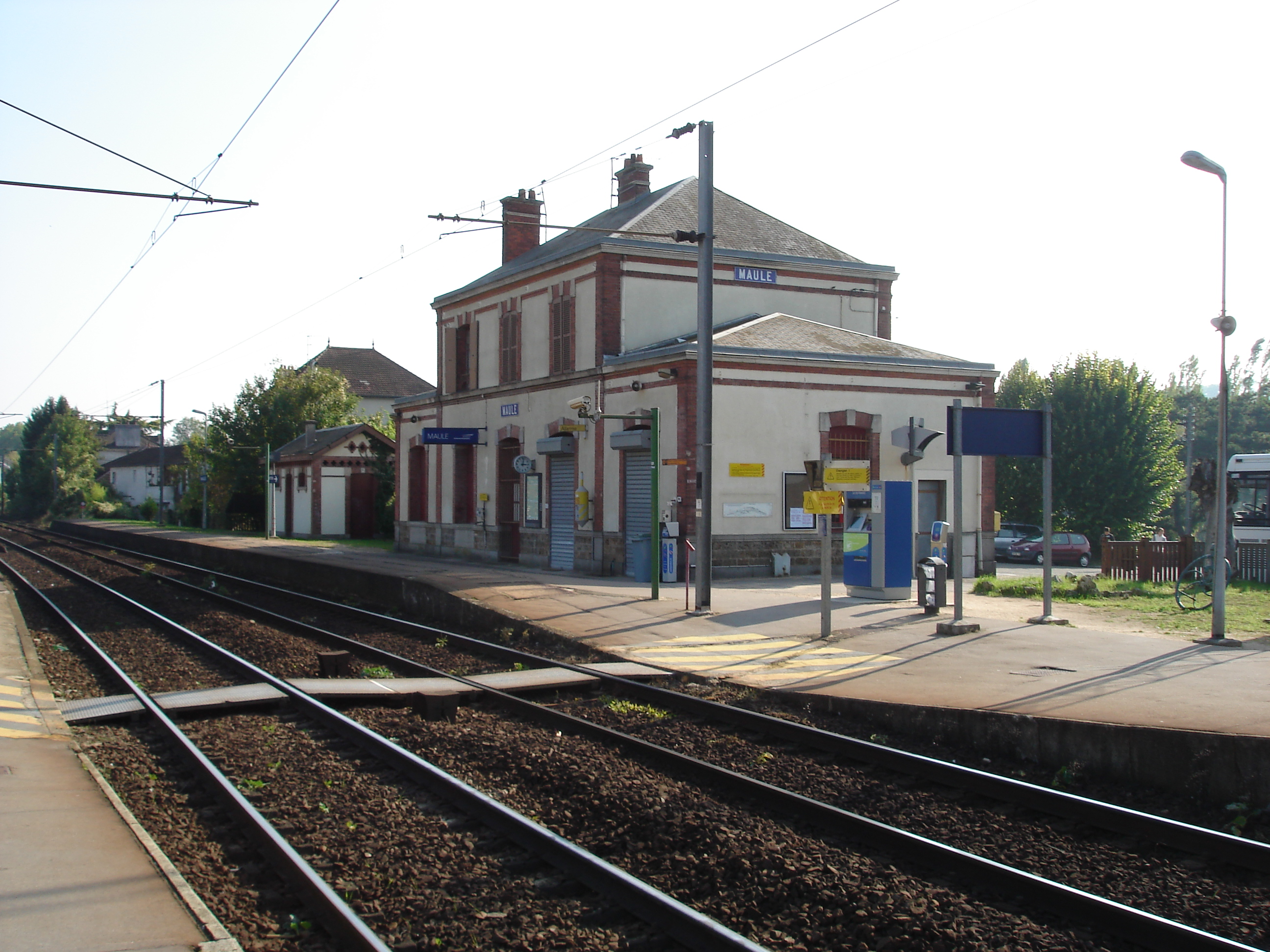
Le bâtiment voyageurs.
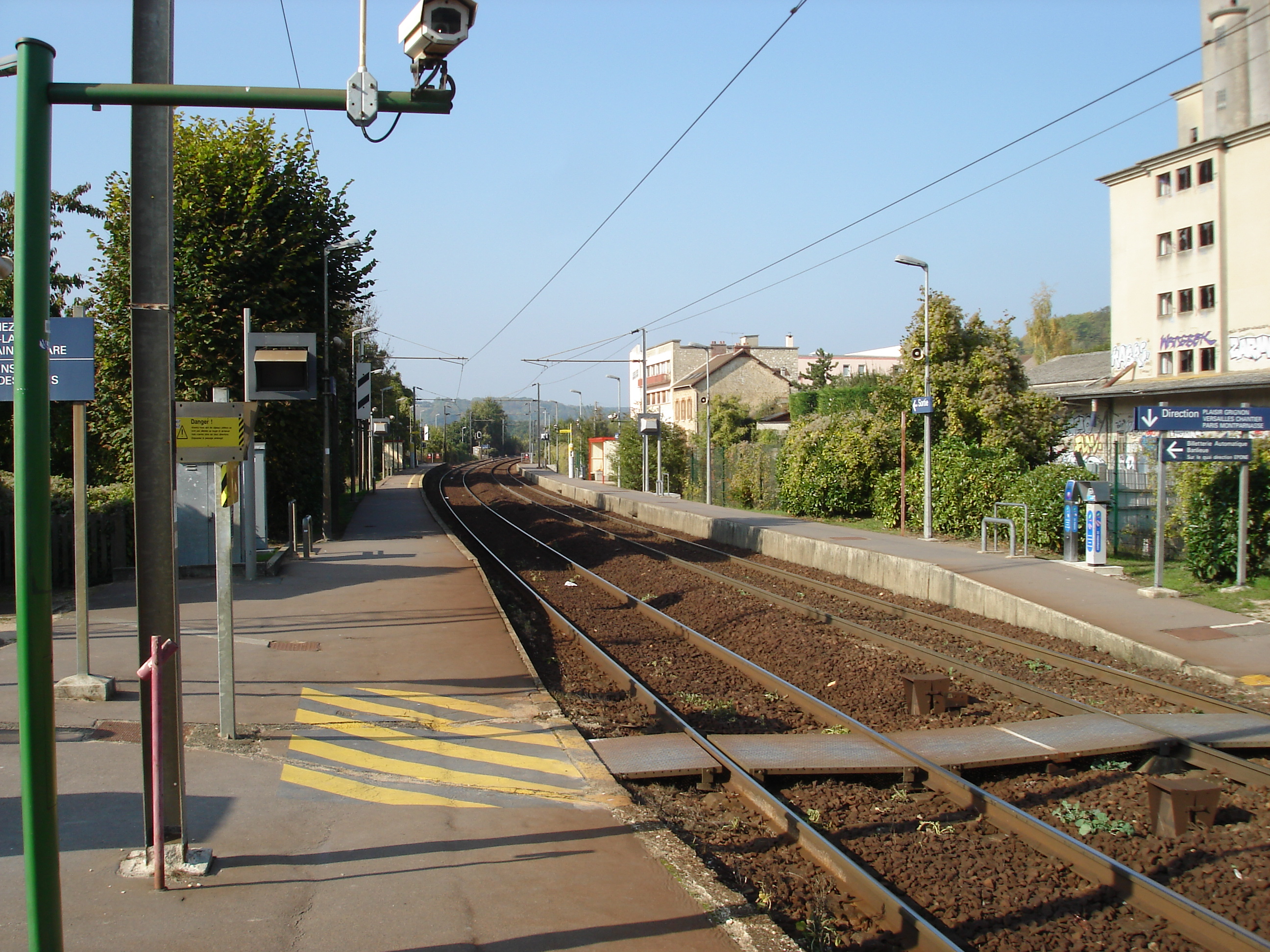
Vue vers Mantes-la-Jolie.
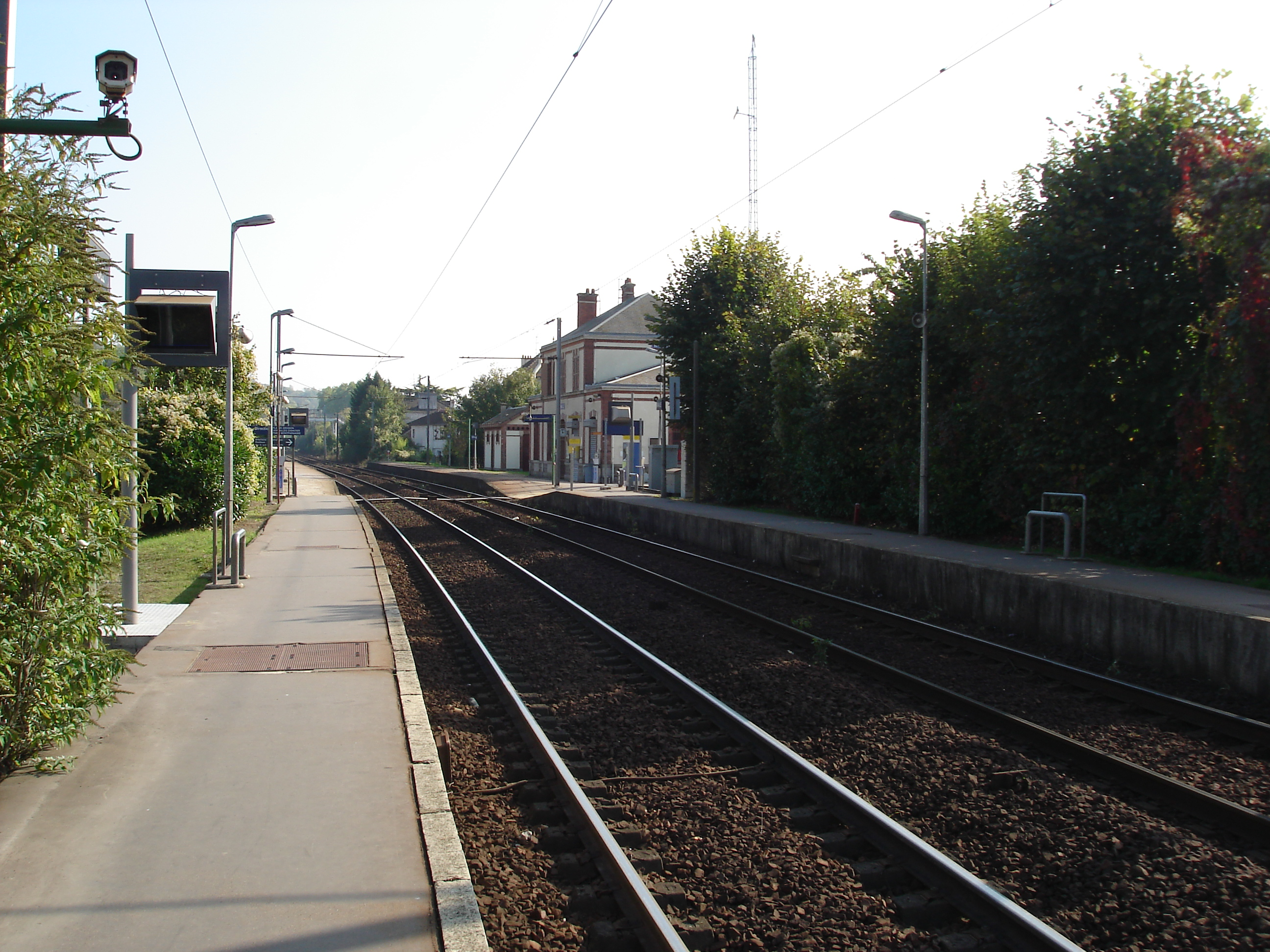
Vue vers Paris.